# San Francesco dona il mantello a un povero
La scena di Francesco che dona il mantello a un povero o Elemosina del mantello è una delle ventotto scene del ciclo di affreschi delle Storie di san Francesco della Basilica superiore di Assisi, attribuiti a Giotto. Fu dipinta verosimilmente tra il 1296 e il 1299 in misura 230x270 cm. La critica è concorde nell'individuare in questa scena la prima ad essere dipinta nel ciclo.
In primo piano si trovano San Francesco col suo cavallo e il mendicante, che in realtà è però un nobile caduto in miseria.
Sullo sfondo si notano le mura della città di Assisi e un monastero nel quale aveva soggiornato San Benedetto. 
Il paesaggio è aspro, con montagne senza grande vegetazione e con la linea delle due valli che si incontra in corrispondenza della testa di San Francesco.

## Descrizione e stile
Questo episodio appartiene alla serie della Legenda maior (I,2) di San Francesco: "Quando il beato Francesco si incontrò con un cavaliere, nobile ma povero e malvestito, dalla cui indigenza mosso a compassione per affettuosa pietà, quello subito spogliatosi, rivestì." È la seconda scena del ciclo, dopo l'Omaggio dell'uomo semplice, ma fu probabilmente la prima ad essere dipinta: stilisticamente infatti mostra riflessi quasi metallici e gli spigoli appuntiti (soprattutto nello sfondo) di matrice cimabuesca, vicina alle scene del Maestro d'Isacco.
In questa scena non è rappresentato uno sfondo architettonico ma paesaggistico. La rappresentazione del paesaggio è ancora arcaica, con la convenzione tipicamente bizantina delle rocce scheggiate a distanza indefinita. Ai lati, come due quinte, si vedono dei gruppi di edifici: una sorta di eremo e una città murata, forse Assisi stessa.
Sapiente è invece la costruzione delle linee principali oblique che si incrociano in corrispondenza della testa del santo convergendo l'attenzione dello spettatore: i due profili delle montagne si prolungano a sinistra, mentre a destra trovano un continuamento nel braccio del santo nell'atto di donare il mantello. Lo schema apparirebbe un po' rigido se non fosse bilanciato dalla linea del collo del cavallo che serra armoniosamente con una perpendicolare.
Volti e gesti appaiono innovativamente sciolti, all'insegna di un naturalismo fino ad allora inedito. Attenta è anche la descrizione dei dettagli, con notazioni di costume contemporanee, come i berretti, i drappi e gli abiti; il panneggio del mantello è privo di schematismo e sapientemente chiaroscurato. L'uso di tempera a secco nel cavallo e nella veste di Francesco ha causato cadute di colore: l'animale ad esempio era bianco in origine ed è diventato nero.